# Ramal Cuamba—Lichinga
O Ramal Cuamba—Lichinga, igualmente conhecido como Linha Cuamba—Lichinga e Ramal de Lichinga, é um troço ferroviário de bitola do Cabo, que liga a Estação Ferroviária de Cuamba, no Caminho de Ferro de Nacala, à Estação Ferroviária de Lichinga, em Moçambique.
Possui 262 km de extensão, sendo operado conjuntamente pelas empresas Portos e Caminhos de Ferro de Moçambique (CFM) e Sociedade de Desenvolvimento do Corredor do Norte S.A..

## História

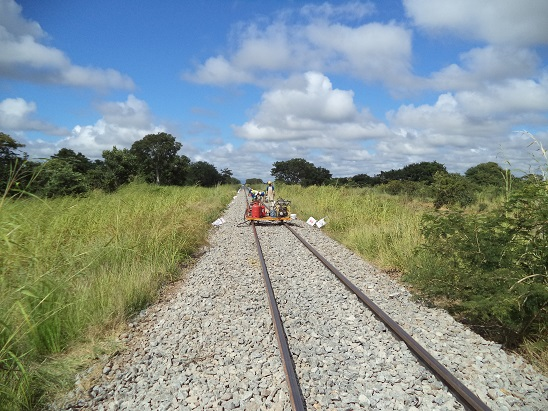
Obras no ramal Cuamba—Lichinga, em 2014.

A região da província de Niassa havia sido a última a ser integrada ao novo modal de transportes moçambicanos, vinculados às ferrovias. Mesmo assim, a linha de Nacala, que cortava a Niassa, passava na extremidade sul provincial, longe do centro administrativo, Lichinga.
Quando o Caminho de Ferro de Nacala chegou a Cuamba em 1968, o governo colonial de Moçambique planeou sua extensão até a capital provincial, numa obra extremamente rápida, realizada em pouco mais de um ano. Assim, em 1970, numa cerimônia conjunta em Cuamba, realizada pelos governos do Maláui e Moçambique, tanto o troço Cuamba—Nkaya do Caminho de Ferro de Nacala quanto o ramal Cuamba—Lichinga foram inaugurados.
As subsequentes guerras de independência e civil interromperam o tráfego na linha, além de destruí-la em sabotagens. Para além disso, a própria falta de manutenção entre 1977 e 2002 levaram a total paralisação da linha.
Em 2010 o Caminho de Ferro de Nacala foi concessionado para o empreendimento conjunto "Sociedade do Corredor Logístico Integrado do Norte". Dentre as obrigações da concessão estava a restauração do ramal, que foi reinaugurado em 2016.

## Estações principais
As principais estações do Ramal Cuamba—Lichinga são:
- Estação de Cuamba;
- Estação de Lione;
- Estação de Mitande;
- Estação de Itepela (Catur);
- Estação de Lichinga.